# Irene Ryan
Irene Ryan (nascida Irene Noblitt, Noblett ou Noblette; 17 de outubro de 1902 – 26 de abril de 1973) foi uma atriz e comediante americana que obteve sucesso no vaudeville, rádio, cinema, televisão e Broadway. Ela é mais conhecida por interpretar Daisy May "Granny" Moses, sogra do personagem de Buddy Ebsen, Jed Clampett, na longa série de TV The Beverly Hillbillies (1962–1971). Ela foi indicada ao Primetime Emmy Award de Melhor Atriz Principal em Série de Comédia em 1963 e 1964 pelo papel.

## Primeiros anos
Ryan nasceu Irene Noblitt, Noblett ou Noblette em 17 de outubro de 1902, em El Paso, Texas. Ela foi o segundo filho e última filha de Catherine J. "Katie" (nascida McSharry) e James Merritt Noblitt. Seu pai era sargento do exército da Carolina do Norte e sua mãe emigrou da Irlanda. Irene era 17 anos mais nova que sua irmã, Anna.

## Carreira
Ryan começou sua carreira artística aos 11 anos de idade, quando ganhou US$ 3 (equivalente a US$ 90,97 hoje) por cantar “Pretty Baby” em um concurso amador no Valencia Theatre, em São Francisco.
Aos 20 anos, ela se casou com o escritor e comediante Tim Ryan. Eles se apresentaram no vaudeville como um ato duplo, conhecido no show business como uma rotina de "Dumb Dora", e resumido por George Burns e Gracie Allen. Conhecidos profissionalmente como "Tim e Irene" (e formalmente anunciados como Tim Ryan e Irene Noblette), eles estrelaram 11 curtas comédias para a Educational Pictures entre 1935 e 1937. Os filmes geralmente eram veículos para seu diálogo vaudevilliano, com Irene como a jovem volúvel mulher que leva Tim à distração. A advertência frequente de Tim, "Você vai parar?", tornou-se um bordão e depois o título de um de seus curtas. Substituindo Jack Benny em 1936, eles estrelaram The Jell-o Summer Show na NBC Radio Network da NBC.
Os Ryans não tiveram filhos e se divorciaram em 1942, embora Irene tenha mantido o sobrenome. Ela excursionou com Bob Hope e esteve em seu programa de rádio por dois anos. Ela interpretou a esposa de Edgar Kennedy em dois de seus curtas-metragens RKO em 1943. Nesse mesmo ano, ela apareceu no filme de música country O, My Darling Clementine.
Em 1943, Tim Ryan havia se tornado um prolífico ator de filmes; A Monogram Pictures reuniu Tim e Irene para quatro longas-metragens, sendo o último o longa musical de 1944 Hot Rhythm com Dona Drake.
Em 1946, Irene casou-se com Harold E. Knox, que trabalhava na produção de filmes (eles se divorciaram em 1961, sem terem filhos). Ela continuou a trabalhar no cinema até o final dos anos 1940 e início dos anos 1950, geralmente interpretando mulheres agitadas ou nervosas. Em 1946, ela se juntou ao elenco de The Jack Carson Show na CBS Radio, interpretando "uma lojista de bairro que opera uma combinação de loja de doces e biblioteca". Em janeiro de 1955, ela fez sua primeira aparição em um seriado de televisão em um episódio da série da CBS The Danny Thomas Show. Ela apareceu com Walter Brennan no episódio "Grandpa's New Job" de 1959 no seriado da ABC The Real McCoys. Na sitcom da CBS de 1960-1961, Bringing Up Buddy, estrelada por Frank Aletter, ela foi escalada para três episódios como Cynthia Boyle, e apareceu como Rusty Wallace em "The Romance of Silver Pines", um episódio de 1962 de My Three Sons, estrelado por Fred MacMurray. Ela estrelou como Ellie McCabe em "The Old Stowe Road", um episódio de 1962 da sitcom da CBS Ichabod and Me. Em 1966, Ryan foi um concorrente/celebridade convidado no game show Password.

### The Beverly Hillbillies
Ryan foi escalada para seu papel mais conhecido em 1962, como Daisy "Granny" Moses, sogra do patriarca Jed Clampett, em The Beverly Hillbillies (embora Ryan fosse apenas cinco anos e meio mais velha que Ebsen). A personagem foi batizada em homenagem à artista Anna Mary Robertson "Vovó" Moses, que faleceu aos 101 anos no ano anterior, e só iniciou sua carreira profissional como pintora nos últimos anos.
De acordo com o publicitário da Filmways, Ted Switzer, o criador e produtor da série Paul Henning decidiu escalar Bea Benaderet como vovó, mas quando Ryan leu para o papel "com o cabelo preso em um coque e mal-humorada enquanto todos saem", todos ficaram impressionados com sua performance. O produtor executivo Al Simon e Henning disseram imediatamente: “Essa é a vovó!” Mais tarde, quando Benaderet viu o teste de Ryan, ela concordou. Benaderet foi escalada como prima de Jed Clampett, Pearl Bodine.
Em 1966, Irene Ryan interpretou a vovó no filme de comédia Don't Worry, We'll Think of a Title, co-estrelado por Rose Marie e Morey Amsterdam.

## Teatro
Em 1972, Ryan estrelou como Berthe no musical da Broadway dirigido por Bob Fosse, Pippin, no qual ela cantou o número "No Time at All". Foi feita uma gravação ao vivo (som com fotografias).

## Clube
Em 1965, Ryan assinou um contrato de dois anos para se apresentar no Sahara Hotel em Las Vegas, Nevada.

## Reconhecimento
Em 1963 e 1964, Ryan foi indicada ao Emmy Award de Melhor Desempenho Contínuo de Atriz em Série (Protagonista).
Ryan foi indicada ao Tony Award da Broadway em 1973 como Melhor Atriz Coadjuvante (Musical) por sua atuação em Pippin. Ela perdeu para Patricia Elliott (A Little Night Music) em uma cerimônia realizada cerca de um mês antes da morte de Ryan.

## Morte
Em 10 de março de 1973, Ryan sofreu um aparente derrame durante uma apresentação de Pippin, voou para casa na Califórnia por ordem do médico e foi hospitalizada. Ela foi diagnosticada com um glioblastoma inoperável (tumor cerebral maligno). Ryan morreu no St. John's Hospital, Santa Mônica, Califórnia, em 26 de abril de 1973, aos 70 anos. As causas da morte foram glioblastoma e doença cardíaca arteriosclerótica. Seu corpo foi enterrado em um mausoléu no Woodlawn Memorial Cemetery em Santa Monica ao lado de sua irmã, Anna Thompson.

## Legado e causas de caridade
A Irene Ryan Acting Scholarship concede bolsas de estudo a atores de destaque que participam do Kennedy Center American College Theatre Festival. A bolsa oferece "reconhecimento, honra e assistência financeira a estudantes de excelente desempenho que desejam prosseguir seus estudos". Essas bolsas são concedidas pela Fundação Irene Ryan desde 1972.

## Filmografia selecionada

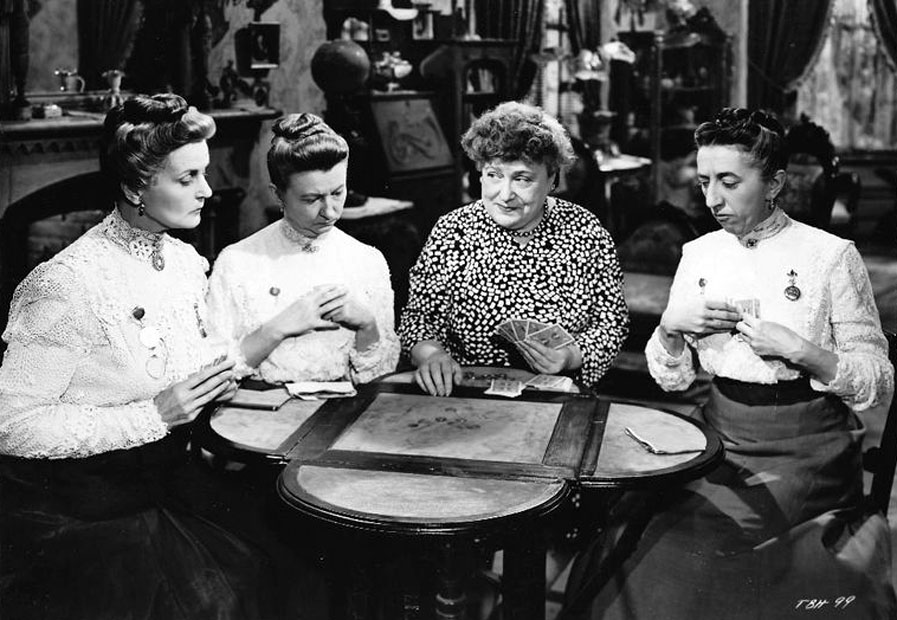
E-D: Moyna Macgill, Irene Ryan, Florence Bates, e Margaret Hamilton em Viver Sonhando (1948)

- Melody for Three (1941) - Sra. Veronica Higby (sem créditos)
- Reveille with Beverly (1943) - Elsie (sem créditos)
- Melody Parade (1943) - Gloria Brewster
- The Sultan's Daughter (1943) - Irene
- O, My Darling Clementine (1943) - Irene
- Hot Rhythm (1944) - Polly Kane
- San Diego, I Love You (1944) - Sheila Jones
- That's the Spirit (1945) - Bilson
- That's the Spirit (1945) - Miss Beatrice Kent
- That Night with You (1945) - Prudence
- The Diary of a Chambermaid (1946) - Louise
- Little Iodine (1946) - Sra. Tremble
- The Woman on the Beach (1947) - Sra. Wernecke
- Heading for Heaven (1947) - Molly, a empregada
- Arch of Triumph (1948) - Esposa irada (sem créditos)
- Viver Sonhando (1948) - Opal Cheever
- My Dear Secretary (1948) - Mary
- Mighty Joe Young (1949) - Southern Belle at the Bar (sem créditos)
- The Skipper Surprised His Wife (1950) - Sra. O'Rourke (sem créditos)
- Half Angel (1951) - Enfermeira Kay
- Meet Me After the Show (1951) - Tillie, empregada de Delilah
- Bonzo Goes to College (1952) - Nancy
- The WAC from Walla Walla (1952) - Sargento da WAC. Kearns
- Blackbeard the Pirate (1952) - Alvina - Lady in Waiting
- Ricochet Romance (1954) - Miss Clay
- Spring Reunion (1957) - Miss Stapleton
- Rockabilly Baby (1957) - Eunice Johnson
- Desire in the Dust (1960) - Nora Finney
- Don't Worry, We'll Think of a Title (1966) - Granny (sem créditos)